# أندي هوبكينز
أندي هوبكينز (بالإنجليزية: Andy Hopkins) هو لاعب كرة القدم الكندية أمريكي، ولد في 19 أكتوبر 1949 في كروكيت في الولايات المتحدة، وتوفي في 1 أكتوبر 2017.